# Algebraická rekonstrukční metoda

Animovaná sekvence kroků rekonstrukce, jedna iterace.

Řez, který je výsledkem rekonstrukce sinogramu.

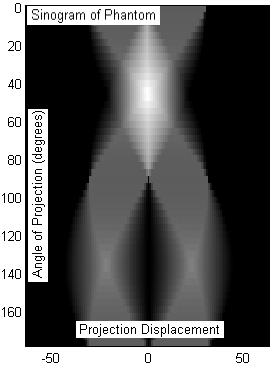
Sinogram - hrubá data přijatá tomografem. Vertikální osa znázorňuje úhel, pod kterým je daný řádek dat nasnímán. Jakobyste poskládali spoustu fotografií o výšce 1 pixel, které nasnímala kamera projíždějící okolo objektu celých 360° snímající hustotu v daném směru.

Algebraická rekonstrukční metoda (anglicky Algebraic Reconstruction Technique – ART) je třída iteračních algoritmů používaných v počítačové tomografii. Tyto algoritmy rekonstruují obraz ze série úhlových projekcí (sinogram, viz ilustrace). Využití pro rekonstrukci obrazu poprvé demonstrovali Gordon, Bender a Herman; v numerické lineární algebře je metoda známá pod názvem Kaczmarzova metoda.
ART můžeme považovat za iterační řešení systému lineárních rovnic. Hodnoty pixelů jsou reprezentovány jako data nasbíraná ve vektoru {\displaystyle x} a proces sběru dat obrazu je popsán maticí {\displaystyle A}. Naměřené úhlové projekce jsou uložené ve vektoru {\displaystyle b}. Jsou-li dány reálná či komplexní
{\displaystyle m\times n}
matice
{\displaystyle A}
a reálný či komplexní vektor
{\displaystyle b}, vypočte metoda aproximaci řešení lineárního systému rovnic podle následujícího vzorce:
{\displaystyle x^{k+1}=x^{k}+\lambda _{k}{\frac {b_{i}-\langle a_{i},x^{k}\rangle }{\lVert a_{i}\rVert ^{2}}}a_{i}}
kde
{\displaystyle i=k\,{\bmod {\,}}m+1},
{\displaystyle a_{i}}
je i-tý řádek matice
{\displaystyle A},
{\displaystyle b_{i}}
je i-tá komponenta vektoru
{\displaystyle b},
a
{\displaystyle \lambda _{k}}
je relaxační parametr. Výše napsaný vzorec dává jednoduchý předpis pro iterační proces.
Výhoda ART oproti rekonstrukčním metodám (jako např. inverzní Radonova transformace) je relativně snadné využití předchozí informace do rekonstrukčního procesu.
Pro další informace si přečtěte článek Kaczmarzova metoda.